# Akira Nishino
Akira Nishino, född 7 april 1955 i Saitama prefektur, Japan, är en japansk tidigare fotbollsspelare och sedermera tränare. Tidigare förbundskapten för  Japans herrlandslag i fotboll, Han ledde Japan till kvartsfinal i VM 2018, Han är numera förbundskapten för det thailändska herrlandslaget.